# Uwe Weidemann
Uwe Weidemann (Weißensee, 14 giugno 1963) è un allenatore di calcio ed ex calciatore tedesco orientale dal 1990 tedesco, di ruolo centrocampista.

## Palmarès

### Giocatore

#### Competizioni internazionali
- Coppa UEFA: 1

Schalke 04: 1996-1997